# Rudy la Scala
Rudy Salvatore La Scala más conocido como Rudy La Scala (Rocca di Papa, Lacio, Roma; 20 de enero de 1954) es un cantautor ítalo-venezolano, que tuvo mucho éxito a partir de las décadas de los 80 y 90. Caracterizado por su peculiar voz aguda, definida como femenina.

## Biografía
La Scala comenzó su carrera bajo la colaboración del cantautor italiano Vittorio De Scalzi lanzando sus primeras canciones a partir del año 1974. Posteriormente compuso sus primeras canciones en inglés, y creó su primer proyecto musical propio bajo el pseudónimo de Allan Jeansy. Su trabajo como compositor en la balada en español ha sido muy exitoso, incluyendo canciones grabadas por Karina, María Conchita Alonso, Guillermo Dávila, Kiara, Ruddy Rodríguez, Payasitas Nifu Nifa, Proyecto M, Carlos Mata y Gerardo Mora.
Como intérprete, La Scala llegó a la cima del Lista de canciones Latinas de Billboard dos veces con "El cariño es como una flor" y "Por que será" en la década de 1990. Es el único productor de Venezuela en la historia que posee más de 12 discos de platino y 9 discos de oro.
Entre sus canciones más famosas se encuentran: Mi vida eres tú, Volvamos a vivir, —que fueron interpretadas para la mundialmente reconocida telenovela Cristal—, así como Cuando yo amo, Porque tú eres la reina, El cariño es como una flor, Por qué será, Vamos a enamorarnos, Si amas déjalo libre, Cuando mi amada me ama y Cree.
También ha producido varios álbumes de diferentes cantantes y grupos musicales de Venezuela como Guillermo Dávila, Karina, Los Chamos, Kiara, etc. con los que ha ganado varios Premios.

## Inicios
A los 15 años formó una pequeña banda. En 1971, debutó como solista bajo el nombre de "Flavio". Tres años más tarde, cambió su nombre artístico por Rudy La Scala presentando la canción "Woman" en Venezuela, Brasil, Francia y Sudáfrica. Al siguiente año, grabó en Italia un álbum con Vittorio De Scalzi, el cantante de la banda de rock progresivo New Trolls.
En 1979, La Scala junto con la cantante cubana-venezolana María Conchita Alonso en voces formó Ámbar (su primer proyecto musical propio), un dúo de música disco. Grabaron Love Maniac y The Witch, ganando un disco de oro en Venezuela. Con esta producción Rudy La Scala alcanzó el éxito nacional e internacional con el tema "Love Maniac". Como estrategia publicitaria, en el lanzamiento del disco en primera instancia no se dio a conocer  quién cantaba la canción principal (la cual era Maria Conchita Alonzo), además La Scala apareció registrado como Allan Jeansy. Ese mismo año como solista, siguió cosechando éxitos con temas "It’s Time To Dance" temas todos en inglés. Consecutivamente en ese año obtuvo su primer disco de oro.

## Como productor
En 1980 a la vez que produce el segundo disco de Ámbar, termina de grabar y producir el LP de Stella "Qué nota", el cual fue bastante radiado en 1981.
En 1983 realizó una producción propia, con un famoso grupo del entonces, Los Chamos, quienes eran la competencia de Menudo y de allí se realizó la película "Secuestro En Acapulco (Canta Chamo)" en México. Para ese mismo año, produce y compone el álbum "Ángela" para el actor y cantante Arturo Vázquez.
En el año 1985, mientras cosechaba éxitos como cantante le produjo y compuso el álbum Amor a millón a la artista que hoy por hoy aún mantiene el récord del disco más vendido en la historia de Venezuela, Karina.
En 1987 fue merecedor de inmensos premios por su excelente desempeño en el mundo de la música, incluyendo el premio por mejor compositor del año por su tema "Se como duele".
En 1988 se encargó del relanzamiento de Guillermo Dávila, componiéndole y produciéndole la famosa canción "Sin pensarlo dos veces", tema que produjo una controversia tal que todos los canales de TV realizaron programas con psicólogos y sociólogos para conversar y opinar sobre el contenido de la letra. Ese mismo año nuevamente logró llamar la atención con el lanzamiento de Kiara, componiéndole y produciéndole la canción "Qué bello", otro tema erótico polémico. En ese mismo año, produjo y compuso el álbum "Proyecto M", para la boyband de exintegrantes del grupo Menudo, Proyecto M. 
En el año 1989, vuelve a pegar con Guillermo Dávila "Mamita ábreme la puerta", y ese mismo año vuelve a ocupar las primeras listas de muchos mercados internacionales, especialmente en EE. UU., con el tema "El cariño es como una flor" y al mismo tiempo, con Dávila y Kiara, "Tesoro mío".
En 1996 tuvo un nuevo álbum titulado Sentimientos, que contenía temas exitosos, como "Cuando mi amada me ama". Para ese mismo año compuso y produjo el álbum "Viviana Gibelli" para la actriz y cantante Viviana Gibelli.

## Como compositor
Además de Stella McNicol, María Conchita Alonso, Arturo Vázquez, Karina, Guillermo Dávila, Kiara y Viviana Gibelli, Rudy ha sido el compositor y  arreglista de otros cantantes y artistas  como  Ruddy Rodríguez, Danilo Valentini, Azabache, Proyecto M (exintegrantes del famoso grupo Menudo), Alberto K, Carlos Mata, Payasitas Nifu Nifa, Mirla Castellanos, Gerardo Mori (artista ecuatoriano), Herminia La Gata Martínez, entre otros.

## Disco con folklore Venezolano
En el 2007 lanza su última producción Ofrenda De Amor A Venezuela, donde presenta sus éxitos con un innovador estilo mezclando el folklore venezolano y arreglos new age utilizando Arpa, Cuatro, Bajo, maracas y Teclados, dándole un toque internacional para que sea conocida la música venezolana a nivel mundial. Este nuevo álbum presenta su nueva producción musical titulado "Yo Amo A Venezuela"

## Temas para Novela y Productos
Además de componer junto a Luis Ángel el tema "Mi Vida Eres Tú", canción que abría la telenovela Cristal (que batió record nacional e internacionalmente en sintonía); ha sido el compositor de otros temas principales de telenovelas venezolanas como: Señora, Mi nombre es amor, El desprecio, La llaman Mariamor, Fabiola, Alba Marina, La revancha, Pecado de amor, Amor mío, Adorable Mónica, entre otras.
Ha escrito temas musicales para productos comerciales como: la pluma Paper Mate, perfumes "Cachet", pantalones LEE, mayonesa "Kraft", cereales Corn Flakes de Kellogg's y realizó toda la campaña estratégica de imagen y música de ropa "KE".

## Actualidad
En el nuevo milenio Rudy comenzó apoyando el talento juvenil componiendo y produciendo el álbum de un grupo venezolano llamado AXIES.
A partir del 2008 se ha dedicado a realizar giras musicales alrededor del mundo presentándose en Latinoamérica, Estados Unidos y Europa. Adicionalmente, trabajando en producciones para campañas publicitarias y políticas a nivel mundial.

## Discografía
- Woman (1973) Polydor Records
- Mi alma es tropical (1977) Polydor Records
- It's time to dance (1979) Polydor Records
- Vete al infierno (1982) Cosmos Records
- Volvamos a vivir (1985) Sonográfica
- Como quisiera (1988) Sonográfica
- Cuando yo amo (1990) Sonográfica
- Por qué será (1991) Sonográfica
- Amazona (1992) Sonorodven
- Sentimientos (1996) Sonográfica
- Cuerpo y alma (1997) Sonográfica
- Ofrenda de amor a Venezuela (2007) Sonográfica